# Cheimonophyllum roseum
Cheimonophyllum roseum är en svampart som beskrevs av Segedin 1994. Cheimonophyllum roseum ingår i släktet Cheimonophyllum och familjen Cyphellaceae.   Inga underarter finns listade i Catalogue of Life.